# 索邦 (阿登省)
索邦（法語：Sorbon，法語發音：[sɔʁbɔ̃]）是法国阿登省的一个市镇，属于勒泰勒区。创立了索邦学院的法国神学家罗贝尔·德·索邦出生于此。

## 地理
索邦（49°32'20"N, 4°21'17"E）面积14.43 平方千米，位于法国大東部大區阿登省，该省份为法国北部内陆省份，西接埃纳省，南至马恩省，东临默兹省，北与比利时接壤。
与索邦接壤的市镇（或旧市镇、城区）包括：阿尔尼库尔、巴尔比、贝尔通库尔、诺维永波尔西安、诺维-舍夫里耶尔、勒泰勒。
索邦的时区为UTC+01:00、UTC+02:00（夏令时）。

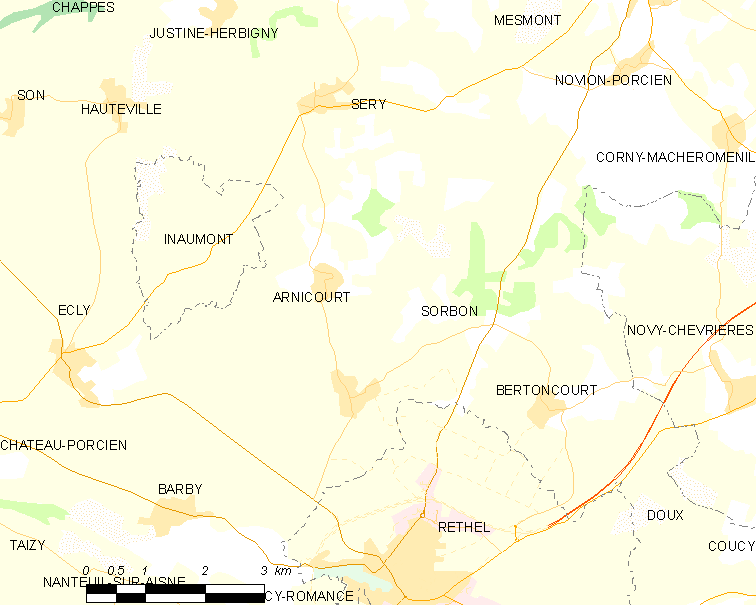
索邦的OSM定位图

## 行政
索邦的邮政编码为08300，INSEE市镇编码为08427。

## 政治
索邦所属的省级选区为勒泰勒县。

## 人口

1962-2008年间索邦人口变化图示

索邦于2022年1月1日时的人口数量为222人。